# يسهايم
يسهايم (بالنرويجية Jessheim) هي بلدة تقع في بلدية أولنساكر في مقاطعة آكرشوس بالنرويج .
الجزء الثاني من الاسم (هايم heim) يعني المنزل، بينما أصل الجزء الأول Jess ليس معروفًا ويمكن أن يشير إلى لقب الإيرل، أي بيت الإيرل.
قُدّر عدد سكان يسهايم بـ 21,598 في يناير 2020.